# Rhaphidophora glauca
Rhaphidophora glauca (Wall.) Schott  – gatunek wieloletnich, wiecznie zielonych pnączy z rodziny obrazkowatych, pochodzących z obszaru od Nepalu do Tajlandii, zasiedlających lasy deszczowe. Komórki tych roślin posiadają 60 chromosomów tworzących 30 par homologicznych.